# Trinidad and Tobago Composite
Le Trinidad and Tobago Composite est un indice boursier de la bourse de Trinité-et-Tobago, composé des 30 principales capitalisations boursières du pays.

## Composition
Au 6 juillet 2011, l'indice  se composait des titres suivants:
| Symbole  | Société                                 | Poids indiciel | Secteur                   |
| -------- | --------------------------------------- | -------------- | ------------------------- |
| AGL TP   | Agostini's                              | 0.37 %         | Industrie                 |
| AHL TP   | Angostura Holdings                      | 2.16 %         | Consommation non cyclique |
| AMBL TP  | ANSA Merchant Bank                      | 3.17 %         | Finance                   |
| AMCL TP  | ANSA McAl                               | 10.51 %        | Finance                   |
| BCBTT TP | BCB Holdings                            | 0.01 %         | Finance                   |
| BER TP   | Berger Paints Trinidad                  | 0.02 %         |                           |
| BST TP   | Barbados Shipping and Trading           | 2.38 %         |                           |
| CCFG TP  | Capital & Credit Financial Group        | 0.24 %         | Finance                   |
| FCI TP   | First Caribbean International Bank      | 15.95 %        |                           |
| FFL TP   | Flavorite Foods                         | 0.07 %         |                           |
| GHL TP   | Guardian Holdings                       | 3.55 %         | Finance                   |
| GKC TP   | GraceKennedy                            | 1.53 %         | Industrie                 |
| GML TP   | Guardian Media                          | 1 %            | Consommation cyclique     |
| JMMB TP  | Jamaica Money Market Brokers            | 0.65 %         | Finance                   |
| LJWB TP  | LJ Williams                             | 0.02 %         |                           |
| NCBJ TP  | National Commercial Bank of Jamaica     | 5.46 %         | Finance                   |
| NEL TP   | National Enterprises                    | 10.13 %        | Finance                   |
| NFM TP   | National Flour Mills                    | 0.12 %         |                           |
| NML TP   | Neal And Massy Holdings                 | 5.43 %         | Industrie                 |
| OCM TP   | One Caribbean Media                     | 0.86 %         | Consommation cyclique     |
| PHL TP   | Prestige Holdings                       | 0.41 %         |                           |
| PLD TP   | Point Lisas Industrial Port Development | 0.23 %         |                           |
| RBL TP   | Republic Bank                           | 16.8 %         | Finance                   |
| RML TP   | Readymix West Indies Trinidad           | 0.37 %         | Matériaux                 |
| SBTT TP  | Scotiabank Trinidad & Tobago            | 8.65 %         | Finance                   |
| SFC TP   | Sagicor Financial                       | 2.5 %          | Finance                   |
| SIJL TP  | Scotia Investments Jamaica              | 0.58 %         | Finance                   |
| TCL TP   | Trinidad Cement                         | 0.63 %         | Matériaux                 |
| UCL TP   | Unilever Caribbean                      | 0.81 %         | Consommation non cyclique |
| WCO TP   | West Indian Tobacco                     | 5.4 %          | Consommation non cyclique |